# Cinnamomum thorelii
Cinnamomum thorelii är en lagerväxtart som beskrevs av Paul Lecomte. Cinnamomum thorelii ingår i släktet Cinnamomum och familjen lagerväxter. Inga underarter finns listade i Catalogue of Life.